# 인류는 쇠퇴했습니다
《인류는 쇠퇴했습니다》(일본어: 人類は衰退しました 진루이와 스이타이시마시타[*])는 다나카 로미오 작품의 일본의 라이트 노벨이다. 삽화는 야마사키 토오루가 담당했다가 토쿠 스나호로 교체되었다. 가가가 문고 (쇼가칸)을 통해 2007년 5월부터 발행되고 있으며 1권은 가가가문고 창간 라인 업 작품 중 하나이다.

## 개요
현재의 인류가 수 세기에 걸쳐 쇠퇴한 세계로, 조정관이 된 구인류의 소녀와 현인류인 요정들과의 교류를 그린 작품. 주로 요정들이 만든 이상한 도구들에게 주인공 일행들이 말려들어 가는 에피소드를 다루고 있다. 노지리 호우스케는 싱귤러리티 SF라 평하고 있다 이 라이트 노벨이 대단해! 2007년 17위, SF가 읽고 싶어! 베스트 SF2007 국내편 15위. 2012년 7월부터 9월까지 텔레비전 애니메이션이 방영되었다.